# Kerkzesoog
De kerkzesoog of Florentijnse muurspin (Segestria florentina) is een spin uit de familie zesoogspinnen (Segestriidae).

## Uiterlijke kenmerken
De volwassen vrouwtjes van de kerkzesoog bereiken een maximale lichaamslengte tot 22 millimeter en de spin is hierdoor de grootste Europese zesoogspin. De mannetjes blijven aanzienlijk kleiner tot 15 mm. De kleur van volwassen exemplaren is zwart met soms een groenachtige glans, vooral aan de kaken of cheliceren. De onvolwassen spinnen hebben een grijsachtig achterlijf met een markering die overeenkomt met de boomzesoog Segestria senoculata.

## Levenswijze
De kerkzesoog bouwt een buisvormig web in rotsspleten of tussen stenen. De spin zelf wacht aan het einde van de gang. Er wordt gejaagd op nachtdieren zoals motten en kakkerlakken. Bijen en wespen worden altijd in de kop gebeten, zodat de spin geen last heeft van de angel. De eitjes worden afgezet in het web. Soms sterft het vrouwtje na het uitkomen, en dan zullen de jonge spinnetjes haar uiteindelijk verorberen.
Als het dier in het nauw wordt gedreven kan de spin bijten. De beet is naar verluidt net zo pijnlijk als een wespensteek en wordt ook wel vergeleken met een diepe injectie. De locatie van de beet is over het algemeen tijdelijk rood, pijnlijk en opgezwollen. Het gif bevat neurotoxines en insecticiden, en eveneens een verbinding die calciumkanalen in de celwand blokkeert.

## Verspreiding en habitat
De kerkzesoog is een oorspronkelijk Mediterrane soort, maar is ook naar het noorden uitgebreid en komt algemeen voor in zuidwestelijk en in het oosten van Nederland. In België en Groot-Brittannië komt de spin alleen rond de kust voor in havengebieden. De kerkzesoog is als exoot ingevoerd in verschillende landen, verspreid over de gehele wereld. Voorbeelden zijn delen van Argentinië, Australië en enkele Atlantische eilanden.
De spin maakt webben in muren en rotsspleten en is veel in gebouwen te vinden.